# Val Ceronda
La Val Ceronda è una vallata alpina situata nelle Alpi Graie nella città metropolitana di Torino. Il torrente Ceronda è tributario della Stura di Lanzo, nella quale si getta a Venaria Reale.

## Geografia
La parte montana del bacino del torrente Ceronda è disposta in direzione SudOvest-NordEst; 
il torrente compie poi un ampio giro attorno al Monte Bernard e, uscito nella pianura, cambia completamente direzione per andare a confluire con andamento generale Nord-Sud nella Stura di Lanzo.
La Val Ceronda confina verso Nord con la Valle di Viù e verso Sud con la Val Casternone e con la conca di Givoletto.
Le montagne della zona sono caratterizzate da rocce ultrabasiche dalle quali traggono origine suoli poco adatti all'agricoltura; la valle si presenta nella sua parte terminale cosparsa di estese pietraie di colore rossiccio e culmina con il Monte Colombano. A cavallo tra la Val Ceronda e la conca di Givoletto si trova la Riserva naturale integrale della Madonna della Neve sul Monte Lera, l'unica area protetta di questo tipo del Piemonte, che è stata istituita nel 1984 per tutelare una stazione di un raro endemismo vegetale, l'Euphorbia gibelliana Peola.

### Valli laterali
- Vallone del Rio Tronta

### Monti principali

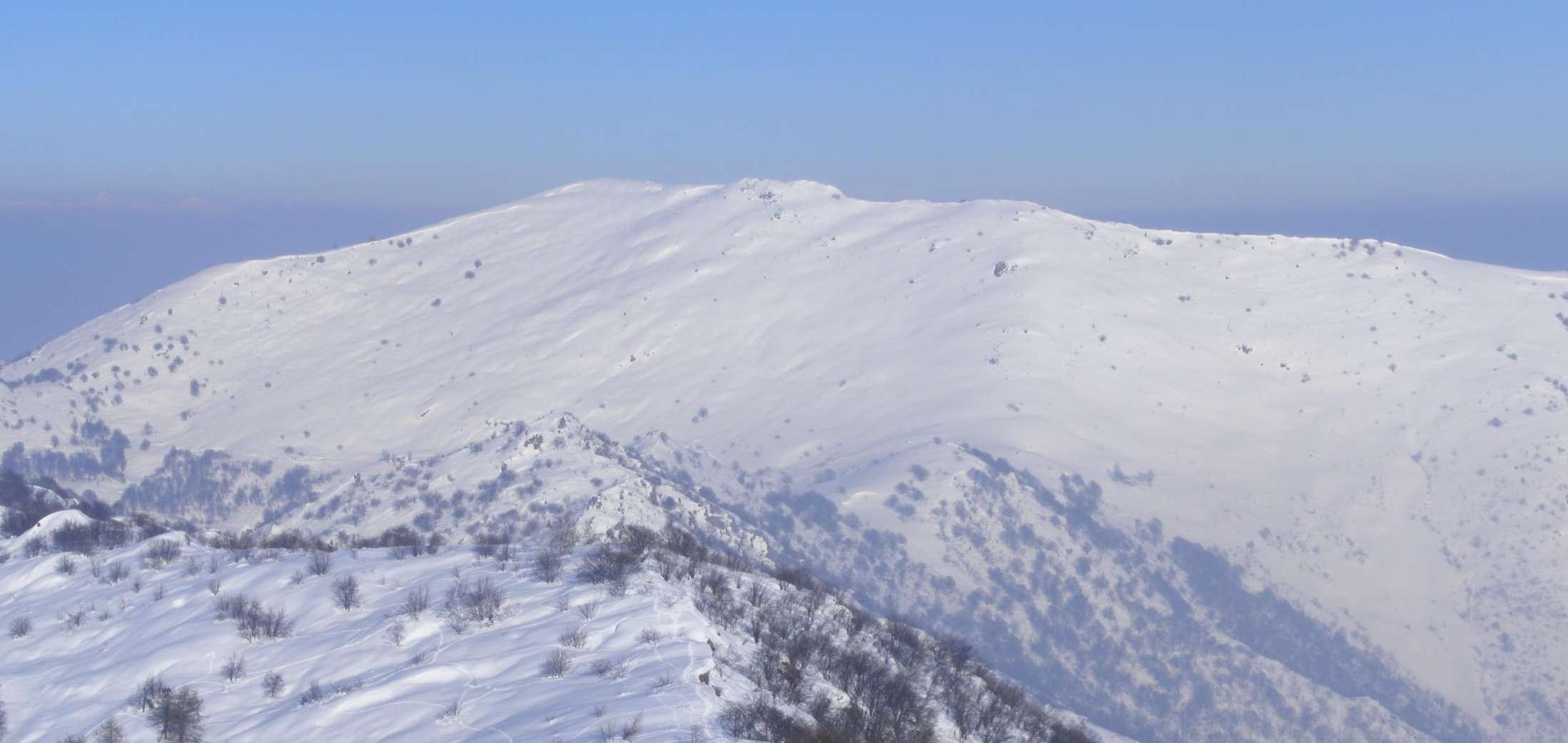
Il monte Colombano

La valle è contornata dalle seguenti cime (in senso orario):
- Monte Bernard - 1.079 m
- Punta Fournà - 1.131 m
- Monte Lera - 1.368 m
- Monte Colombano - 1.658 m
- Monte Roc Neir - 1.542 m
- Monte Druina - 1.517 m
- Il Turu - 1.355 m
- Monte Corno - 1.226 m

### Colli
- Passo della Croce, a quota 1256 m, che mette in comunicazione la val Ceronda con la val di Viù.

### Centri principali

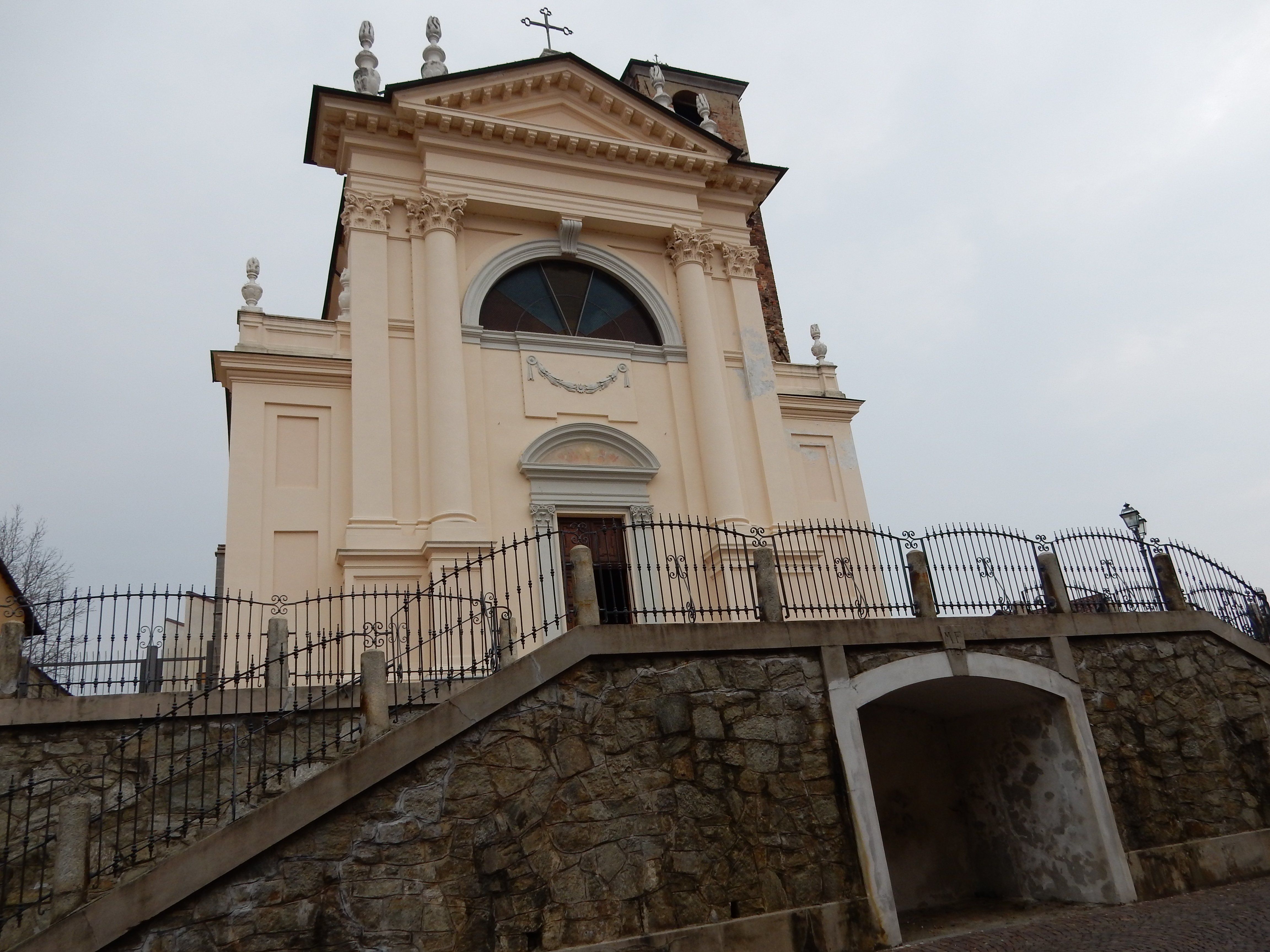
La parrocchiale di Fiano

- Fiano
- Vallo Torinese
- Varisella

## Storia

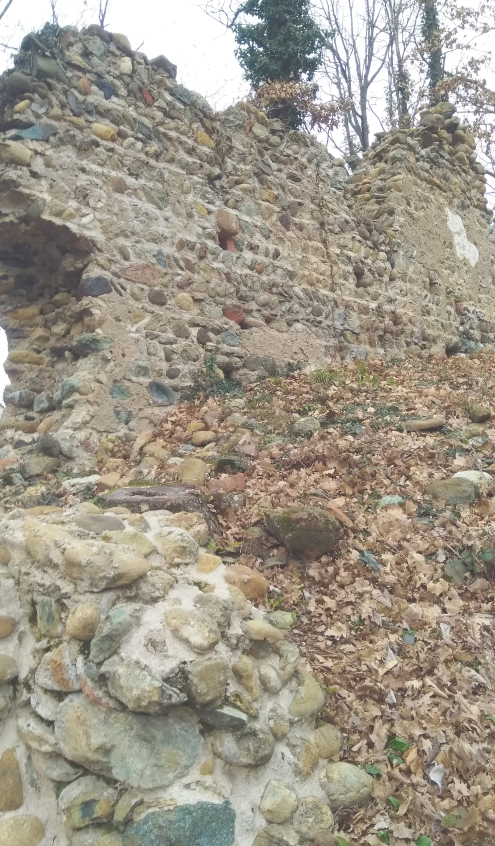
Ruderi del castello di Baratonia

Il ritrovamento in zona di vari reperti archeologici testimonia come i romani avessero colonizzato questi territori attorno al I secolo a.C. mescolandosi e sovrapponendosi alla preesistente popolazione celtica.
In epoca medioevale la valle fu il nucleo dei vasti domini dei potenti Visconti di Baratonia,
ai quali si deve tra l'altro la costruzione dell'insediamento i cui pochi resti sono ancora oggi visibili nei pressi di Baratonia (Varisella). Vari reperti rinvenuti sul posto sono invece stati raccolti nell'"Antiquarium del Castello di Baratonia", situato a Varisella in via Cabodi. I visconti, inizialmente alleati dei Savoia, si schierarono con i Marchesi del Monferrato e, dopo un lungo conflitto che terminò nel XIV secolo, ebbero la peggio e passarono sotto il dominio della casata regnante. La Val Ceronda fu quindi infeudata alla nobile famiglia d'Harcour (o D'Harcourt), di origine ligure, anche in seguito a complesse vicende matrimoniali, e seguì le vicende storiche dell'area torinese. 
Fino al diffondersi dell'industrializzazione le principali attività economiche della zona furono l'allevamento e un'agricoltura non troppo fiorente a causa della scarsa fertilità dei suoli.
Durante la Resistenza in valle si insediò un contingente partigiano che curava l'approvvigionamento dei reparti insediati all'interno delle Valli di Lanzo attraverso ai sentieri che collegano la Val Ceronda alla Valle di Viù.
Negli anni settanta venne costituita la Comunità Montana Val Ceronda e Casternone, una delle più piccole del Piemonte e che comprendeva sei comuni. Essa in seguito confluì nella Comunità montana Valli di Lanzo, Ceronda e Casternone e, dopo la soppressione di quest'ultima, nell'Unione Montana di Comuni delle Valli di Lanzo, Ceronda e Casternone.

## Geologia
La vallata, assieme alla Val Casternone e ad alcune aree contigue dalle basse Val Susa e Valli di Lanzo, appartiene geologicamente al Complesso Ultrabasico di Lanzo, ed è caratterizzata da suoli ricchi di magnesio derivanti dalla degradazione delle rocce ultrabasiche tipiche del complesso. Un'altra caratteristica legata a questo tipo di rocce è la presenza di imponenti block stream, ossia estese coperture detritiche formate da blocchi rocciosi di dimensioni che variano da qualche decimetro ad alcuni metri. Tali formazioni partono spesso dalla cresta spartiacque tra le vallate confinanti e possono a volte scendere fino a lambire i corsi d'acqua che scorrono al fondo di tali vallate.

## Turismo, rifugi alpini
In Val Ceronda, data anche la bassa quota, non esistono rifugi alpini, ma solo alcune strutture ricettive come alberghi e agriturismi.